# کریستوفر مک‌دونالد
کریستوفر مک‌دونالد (به انگلیسی: Christopher McDonald) (زاده ۱۵ فوریه ۱۹۵۵) بازیگر آمریکایی است.
از فیلم‌های او می‌توان به بازی در فیلم: رقص بریک، بچه‌های جاسوس ۲، فلابر، افشا، روزی روزگاری در ونیز، کاملاً طوفانی، گربه فراری، ما می‌توانیم قهرمان باشیم، بازی منصفانه، بری ماندی، پایان خوش، قاتلان جاده‌ای، پسران همسایه، پنج آس، خسته، دیوانه پول، تصادف، سگ‌های چمن، همسر مرد ثروتمند، فرشته هجدهم، تالاب‌ها و غریزه کشنده اشاره کرد.